# 二项式
在初等代数中，二项式是只有两项的多项式，即两个单项式的和。二项式是仅次于单项式的最简单多项式。

## 例子
- {\displaystyle a+b\quad }
- {\displaystyle x+3\quad }
- {\displaystyle {x \over 2}+{x^{2} \over 2}}
- {\displaystyle vt-{1 \over 2}gt^{2}}

## 运算法则
二项式与因子 c 的乘法可以根据分配律计算：
{\displaystyle c(a+b)=ca+cb\ }
两个二项式 a + b 与 c + d 的乘法可以通过两次分配律得到：
{\displaystyle (a+b)(c+d)=(a+b)c+(a+b)d\ }
{\displaystyle =ac+bc+ad+bd\quad }.
二项式 a + b 的平方为
{\displaystyle (a+b)^{2}=a^{2}+2ab+b^{2}\quad }
二项式 a - b 的平方为
{\displaystyle (a-b)^{2}=a^{2}-2ab+b^{2}.\quad }
二项式 {\displaystyle a^{2}-b^{2}} 可以因式分解为另外两个二项式的乘积：
{\displaystyle a^{2}-b^{2}=(a+b)(a-b).\quad }
如果二项式的形式为
{\displaystyle ax+b\quad }
其中 a 与 b 是常数，x 是变量，那么这个二项式是线性的。
复数是形式为
{\displaystyle a+ib\quad }
的二项式，其中 i 是 -1 的平方根。
两个线性二项式 a x + b and c x + d 的乘积为：
{\displaystyle (ax+b)(cx+d)=acx^{2}+(ad+bc)x+bd\!\,}
表示为
{\displaystyle (a+b)^{n}\quad }
的二项式 a + b 的 nth 次幂可以用二项式定理或者等价的杨辉三角形展开。